# Уитмор (планина)
Планината Уитмор (на английски: Whitmore Mountains) е планина в Западна Антарктида, в южната част на Земя Мери Бърд. Разположена е на около 200 km североизточно от планината Хорлик, на около 500 km югозападно от планината Елсуърт и на около 600 km източно от шелфовия ледник Рос. Диаметърът ѝ е около 24 km и се състои от три масива Селиг 3020 m (82°28′ ю. ш. 103°11′ з. д. / 82.466667° ю. ш. 103.183333° з. д.), Радлински 2750 m и Чапман 2714 m и нунатакиге Линк 2549 m.
Планината е открита на 2 януари 1959 г. по време на разузнавателен полет на американския летец Уилям Чапман, след което на базата на направените от него аерофотоснимки е картирана от топографа Джордж Уитмор и впоследствие е наименувана в негова чест.